# Бистрица Ноуа (Олт)
Бистрица Ноуа (рум. Bistrița Nouă) насеље је у Румунији у округу Олт у општини Пиатра-Олт. Oпштина се налази на надморској висини од 151 m.

## Становништво
Према подацима из 2002. године у насељу је живело 633 становника, од којих су сви румунске националности.